# Тешна (Кошна, Сучава)
Тешна (рум. Teșna) — село у повіті Сучава в Румунії. Входить до складу комуни Кошна.
Село розташоване на відстані 334 км на північ від Бухареста, 90 км на захід від Сучави, 133 км на північний схід від Клуж-Напоки.

## Населення
За даними перепису населення 2002 року у селі проживали 395 осіб, з них 392 особи (99,2%) румунів. Рідною мовою 392 особи (99,2%) назвали румунську.